# Обыкновенный лангуст
Обыкновенный лангуст (лат. Palinurus elephas) — ракообразное из семейства лангустов.

## Описание
Максимальная длина тела составляет 50 см. Как правило, представители этого вида редко достигают длины более 40 см.

## Распространение
Вид распространён в восточной Атлантике от юго-западной Норвегии до Марокко и обитает также в Средиземном море. Кроме того, его можно встретить у побережья Азорских островов, Мадейры и Канарских островов. В Балтийском море он не водится.
Обыкновенный лангуст живёт на морском скалистом грунте на глубине от 5 до 150 м. Чаще всего он обитает на глубине от 10 до 70 м.

## Образ жизни
Ведёт ночной образ жизни. В течение дня прячется в расщелинах скал и пещерах. Питается мелкими червями, крабами или падалью.

## Размножение
Половая зрелость наступает к 5 годам. Сезон размножения в сентябре и октябре. Личинки пелагические.
Вид является объектом промысла и разведения.